# Luv'
Luv' es un grupo pop femenino holandés de gran éxito en los años 1970 y 1980. 

## Carrera
En 1976, los productores de discos, Hans van Hemert y Piet Souer, y el mánager Han Meijer, veinte años antes del fenómeno de las Spice Girls, decidieron formar un grupo de chicas, inspirado en el trío disco alemán Silver Convention. Ya habían grabado la música de una canción autoelaborada (My Man) y estaban buscando cantantes. Allí reclutaron a tres mujeres: Patty Brard, José Hoebee y Marga Scheide
Luv' es un grupo de chicas holandesas que obtuvieron una serie de éxitos en Europa continental (Benelux, Alemania, Suiza, Austria, Francia, Dinamarca), Sudáfrica, Zimbabue, Australia, Nueva Zelanda, Canadá y México a fines de la década de 1970 y principios de los ochenta. En 1979, Luv' fue el mejor acto de exportación de Holanda" y recibieron el "Conamus Export Prize".
La banda vendió más de siete millones de discos en todo el mundo (singles y álbumes).  Entre sus mejores éxitos se encuentran: U.O.Me (Welcome To Waldolala), You're the Greatest Lover, Trojan Horse, Casanova y Ooh, Yes I Do. La formación pasó por cambios de alineación y las cantantes originales se reunieron varias veces.  Dieron una actuación de despedida el 11 de agosto de 2012 en Spaarnwoude en el Dutch Valley Festival. Dos miembros han tenido una exitosa carrera como solistas en su tierra natal: Patty como personalidad televisiva y José como vocalista. En 2016, Marga, José y Ria Thielsch (quienes ya reemplazaron a Patty en 1980) decidieron relanzar Luv '. En julio de 2017, las damas celebraron su 40 ° aniversario.

## Sencillos[3]
- My Man
- U.O.Me
- You're the Greatest Lover
- Trojan Horse
- Casanova
- Eeny Meeny Miny Moe
- Ooh, Yes I Do
- Ann-Maria
- One More Little Kissie
- My Number One
- Tingalingaling
- Welcome to my Party
- He's My Guy
- Megamix '93

## Álbumes
- 1978: With Luv'
- 1979: Lots Of Luv'
- 1979: True Luv'
- 1979: Greatest Hits
- 1980: Forever Yours
- 1993: Luv' Gold
- 2006: Completely In Luv'